# Вибухи в Багдаді у лютому 2017 року
Вибухи в Багдаді у лютому 2017 року — серія із чотирьох терактів у столиці Іраку Багдаді, які відбулися з 11 по 16 лютого 2017 року.
Внаслідок вибухів загинуло щонайменше 73 людини та мінімум 120 було поранено. Відповідальність за напади, за повідомленням ісламістського ресурсу Amaq, взяла на себе радикальна «Ісламська держава».

## Вибухи

### 11 лютого
Серія почалась 11 лютого 2017 року.
В Багдаді на центральній площі Тахрір під час зіткнень між демонстрантами та правоохоронцями в ході розгону мітингу за проведення виборчої реформи загинули семеро осіб і десятки були поранені. Щонайменше одна чи дві з цих жертв — правоохоронці, решта — протестувальники.
Раніше в центрі іракської столиці зібралися тисячі прихильників шиїтського проповідника Муктади ас-Садра. Вони вимагали реформування виборчого законодавства у зв'язку з місцевими виборами, які відбудуться в Іраку в вересні 2017 року, зокрема перегляду складу та незалежності виборчої комісії.
Деякі з них намагалися прорвати поліцейський кордон до так званої «зеленої зони», де розташовані численні будівлі органів влади, посольств та міжнародних організацій. Поліція застосувала проти демонстрантів сльозогінний газ та гумові кулі.
Голова виборчої комісії Іраку Сербат Мустафа заявив у коментарі місцевому телебаченню, що не піде на поступки демонстрантам та не подаватиме в відставку. Прем'єр-міністр Іраку Хайдер аль-Абаді заявив, що всі іракці мають право на мирний протест, але повинні дотримуватися закону та поважати державну і приватну власність.
Пізніше в цей же день невідомі особи обстріляли урядовий квартал в Багдаді.

### 14 лютого
Загинули щонайменше чотири людини та 14 осіб поранено внаслідок вибуху замінованого автомобіля в промисловому районі іракської столиці Байаа, зі змішаним сунітським і шиїтським населенням.

### 15 лютого
Щонайменше 15 людей загинули, ще 50 отримали поранення через те, що терорист-смертник підірвав автомобіль в густонаселеному передмісті іракської столиці, населеному переважно шиїтами. Вибух стався на багатолюдній вулиці біля гаражів та авторинку.

### 16 лютого
Щонайменше 47 осіб загинули та десятки отримали поранення від вибуху автомобіля, начиненого вибухівкою на півдні Багдада, де розташовано багато автомайстерень і автомобільних салонів.
Жодна з терористичних організацій не взяла на себе відповідальність за вибух.
Припускають, що за терактами стоїть «Ісламська держава».

## Контекст
Десятки людей гинуть в Багдаді внаслідок терактів, які «Ісламська держава» посилює в рамках своєї кампанію насильства в столиці. В свою чергу 100-тисячний альянс іракських сил розширює свої досягнення стосовно до групи в Мосулі в ході Громадянської війни в Іраку, що триває з 2014 року.
Мосул є останнім великим оплотом «Ісламської держави» в Іраку. Група втратила більшу частину території, яку вона захопила в північній і західній частині Іраку в 2014 році. Відповідно залишення Мосулу, ймовірно, покладе кінець його самозваного халіфату.
Керівник операції Іракської армії генерал-лейтенант Таліб Шагхаті, заявив, що проурядові війська повернули собі близько 70 відсотків східних районів Мосулу завдяки наступу, що розпочався 17 жовтня 2016 року.